# Hydrophorus agalma
Hydrophorus agalma är en tvåvingeart som beskrevs av Wheeler 1899. Hydrophorus agalma ingår i släktet Hydrophorus och familjen styltflugor. Inga underarter finns listade i Catalogue of Life.